# John Bruce
John Bruce,  född 1802, död 1869, var en engelsk historieforskare. 
Bruce var först jurist, men ägnade sig från 1840 uteslutande åt historiska arbeten. Han var en av grundläggarna av "Camden Society" och inledde dess historiska publikationer genom utgivandet av The historie of the arrivall of Edward IV (1838). För "Camden Society" utgav han även bland annat Correspondence of Rob. Dudley, earl of Leycester (1844), Verney papers (1845) och Liber famelicus of sir James Whitelocke (1858). Bruce var även vicepresident i "Society of Antiquaries" och lämnade flitigt bidrag till dess "Archeologica". Hans främsta editionsarbete är Calendars of state papers. Domestic series. Charles I, 1625-1639 (för engelska riksarkivets räkning utgivet i 12 band 1858-71, sista bandet fullbordat av W.D. Hamilton). En tid var Bruce även redaktör för "Gentleman's Magazine".